# نجم تكافلي

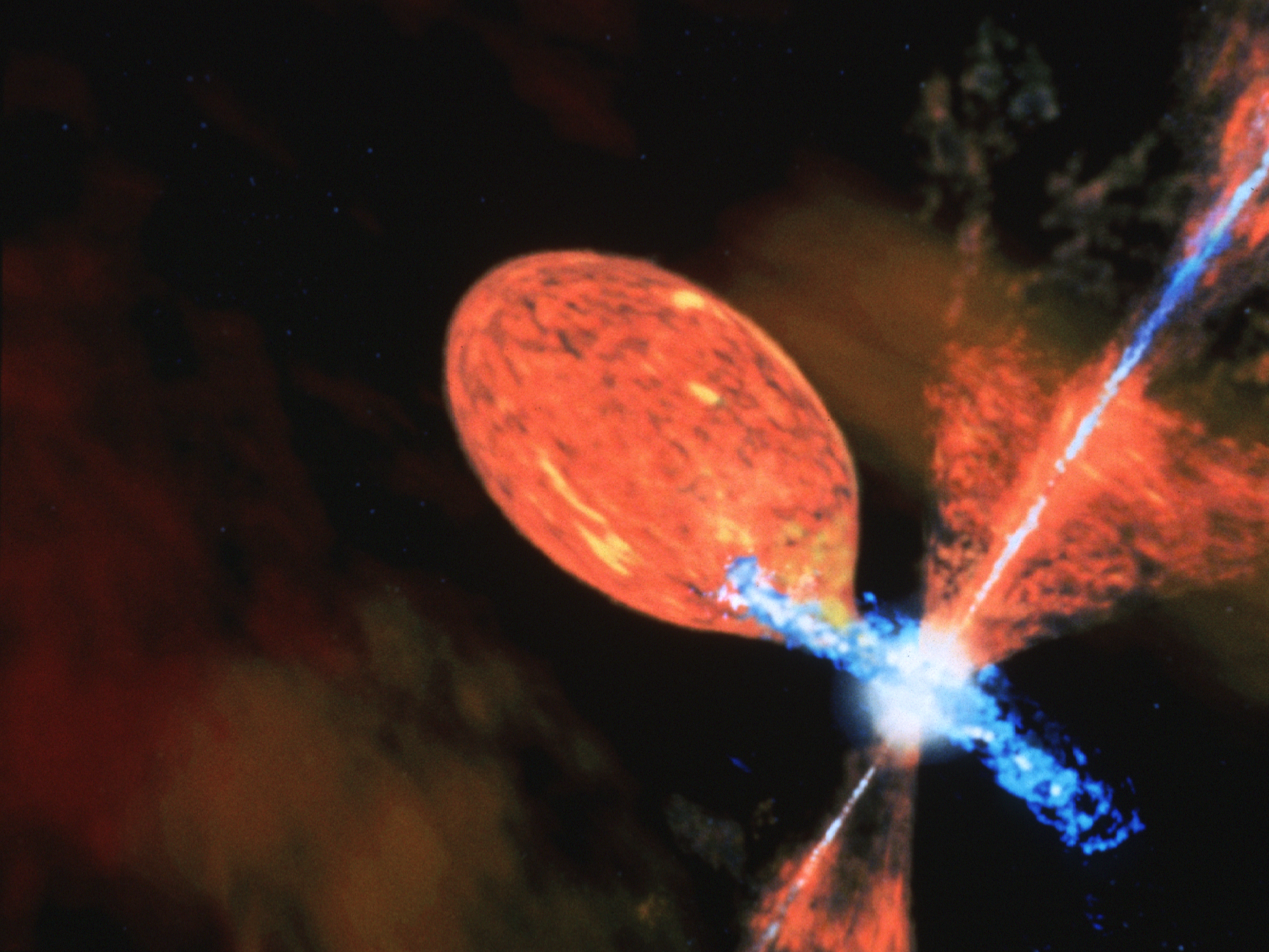
تصور فني لنجم R الدلو التكافلي، خلال المرحلة النشطة

النجم التكافلي هو أحد أنواع انظمة النجوم الثنائية المتفاعلة. يتكون النجم التكافلي عادة من عملاق أحمر في مرحلة متأخرة من التطور ومرافق لة عبارة عن نجم أزرق حار صغير فالغالب قزم أبيض محاط بسديم متأين. يتألف طيف النجم التكافلي من طيف انبعاث وطيف امتصاص لذلك يمكن التعرف على النجم التكافلي من خلال خطوط الطيف المشتركة لدرجات الحرارة المتناقضة للغاية من العملاق الأحمر (~ 3000 كلفن) والقزم الأبيض (~00 200 كلفن). وكما هو الحال مع المتغيرات الكارثية، فإن المادة تنتقل إلى المرافق الحار، لكن في حالة النجم التكافلي النجمين متباعدان نسبيا، لذلك عادة لا تنتقل المادة عبر حد روش، ولكن من خلال التنامي حيث يكتسب القزم الأبيض كتلة من رياح العملاق الأحمر النجمية أو عبر التدفق الجاذب.
ومن المحتمل أن تكون النجوم التكافلية أسلاف السدم الكوكبية ثنائية القطب، ويمكن أن تشكل بعض الأنظمة التي ستنفجر في وقت لاحق على شكل مستعرات عظمى من النمط الأول. النجوم التكافلية ذات أهمية خاصة لعلماء الفلك لأنها يمكن أن تستخدم لمعرفة المزيد عن التطور النجمي. كما أنها حيوية لدراسة الرياح النجمية والسدم المتأينة، والتنامي.

## الاكتشاف
استخدم مصطلح «النجم التكافلي» لأول مرة في عام 1958 في منشور عن «النجوم ذات الأطياف المركبة». ومع ذلك، فإن فئة متميزة من النجوم التكافلية كانت معروفة سابقا وتم التعرف عليها لأول مرة كفئة من النجوم ذات صفات طيفية فريدة من قبل آني جمب كانون تقريبا مع بداية القرن العشرين. ولقد اتضحت طبيعتها الثنائية من خلال الوجود المتزامن للخطوط الطيفية التي تدل على عملاق أحمر ونجم قزم أبيض أو نجم نيوتروني.

## المراحل
احد الشروط المطلوبة ليتم تحديد النجوم على أنها تكافلية هو التفاعل بين النجوم. هذا التفاعل عموماً عبارة عن نقل الكتلة من النجم العملاق الأكبر إلى النجم القزم. ويمكن تقسيم النظام إلى مرحلتين اعتمادا على معدل الانبعاثات من النجم العملاق إلى القزم.

### المرحلة الخاملة
عندما يكون التنامي (تراكم الكتلة) وفقدان الكتلة وعمليات التأين كلها في حالة توازن بين النجوم، يقال إن النظام في حالة من الهدوء. عند هذه النقطة، سيستمر النظام في إطلاق الطاقة بمعدل متوسط تقريبا. ويمكن رصد ذلك من خلال توزيع الطاقة الطيفية (SED) للنجم والذي سيبقى ثابتا نسبيا.

### المرحلة النشطة
إذا اضطرب توازن النجم التكافلي فسوف ينتقل إلى المرحلة النشطة. تتضح هذه المرحلة من خلال تغيير كبير في كل من طبيعة إشعاع النجم، وسطوع انبعاثات النجم البصرية بعدة مقادير. الانتقال بين بين المراحل غير مفهوم جيدا، ومن الصعب حاليا التنبؤ متى ينتقل النجم إلى المرحلة النشطة من الخمول، أو متى يعود إلى الخمول ولم يتم بعد رصد نظم كثيرة اثناء دخولها الحالة النشطة. غير أن نظم ثنائية أخرى مثل AG التنين تدخل المرحلة النشطة بشكل منتظم ودوري.

## متغيرات Z أندروميدا
متغيرات Z أندروميدا هي نوع من النجوم التكافلية يتكون من نظام ثنائي متقارب فيه نجم أزرق ساخن يؤين جزءا من غلاف الغاز المتوسع الذي يأتي من مرافقة الأبرد (عملاق أحمر). ويظهر الطيف المجمع للنظام تراكب ملامح طيف الانبعاث والامتصاص جنبا إلى جنب مع التباين غير المنتظم في السطوع (يصل إلى القدر 4) والتي هي سمة النجوم التكافلية.